# Draba sturii
Draba sturii là một loài thực vật có hoa trong họ Cải. Loài này được Strobl mô tả khoa học đầu tiên năm 1909.